# Heliotropium kuriense
Heliotropium kuriense är en strävbladig växtart som beskrevs av Friedrich Vierhapper. Heliotropium kuriense ingår i Heliotropsläktet som ingår i familjen strävbladiga växter. Inga underarter finns listade i Catalogue of Life.